# Facultat Antoni Gaudí
La Facultat Antoni Gaudí d'Història de l'Església, Arqueologia i Arts Cristianes (FHEAG), creada el 2014 i situada a l'edifici del Seminari Conciliar de Barcelona, acull estudis sobre la història de l'Església Catòlica, l'arqueologia cristiana i l'art cristià des del curs 2014-2015.
És l'única facultat amb l'aprovació del Vaticà per a oferir estudis en arqueologia, després de les de Roma i Jerusalem, i la quarta en oferir història de l'Església, juntament amb Roma, Polònia i Mèxic, i l'única que combinarà aquests dos estudis amb l'art cristià.
Els estudis segueixen els criteris del Vaticà però també els del sistema educatiu de Bolonya, amb un primer cicle de tres anys, un segon cicle o màster de dos per a especialitzar-se en arqueologia, història o art, i un tercer cicle o doctorat. La facultat es dividirà en el departament d'història i el d'arqueologia i art. El Gran Canceller de la facultat, amb 22 professors ordinaris i extraordinaris, serà el cardenal Lluís Martínez Sistach. Està previst que els estudis comencin el curs 2013-2014 amb una trentena d'alumnes.